# István Kormos
István Kormos (n. 1923 – d. 1977) a fost un scriitor maghiar.
1. 1 2  Kormos István, Discogs, accesat în 9 octombrie 2017
2. 1 2  István Kormos, Autoritatea BnF
3. 1 2  Kormos István, accesat în 9 octombrie 2017
4. ↑  Muzeul Literar Petőfi, accesat în 1 iulie 2020
5. ↑   https://epa.oszk.hu/00000/00003/00030/nevmutato.html Lipsește sau este vid: |title= (ajutor)
6. ↑   https://epa.oszk.hu/00000/00003/00030/adattar.html Lipsește sau este vid: |title= (ajutor)